# بساتين (ناي بند)
بساتین (بالفارسية: بساتین) هي قرية تقع في إيران في قسم ناي بند الريفي. يقدر عدد سكانها بـ 1244 نسمة بحسب إحصاء 2016.